# Sminthea
Genre
Synonymes
- Marmanema (Sminthonema) Haeckel, 1879[1]

Sminthea est un genre de trachyméduses (hydrozoaires) de la famille des Rhopalonematidae.

## Liste d'espèces
Selon World Register of Marine Species (2 mars 2019) :
- Sminthea apicigastrica Xu, Huang & Du, 2009
- Sminthea arctica Hartlaub, 1909
- Sminthea eurygaster Gegenbaur, 1857
- Sminthea globosa Gegenbaur, 1857
- Sminthea leptogaster Gegenbaur, 1857
- Sminthea tympanum Gegenbaur, 1857

## Publication originale
- (de) Karl Gegenbaur, « Versuch eines Systems der Medusen, mit Beschreibung neuer oder wenig gekannter Formen; zugleich ein Beitrag zur Kenntnis der Fauna des Mittelmeeres », Zeitschrift für wissenschaftliche Zoologie, Leipzig, vol. 8,‎ 1857, p. 202-273 (lire en ligne, consulté le 2 mars 2019).